# Antônio Luiz Catelan Ferreira

Bischofswappen von Antônio Luiz Catelan Ferreira

Antônio Luiz Catelan Ferreira (* 2. Februar 1970 in Cidade Gaúcha, Paraná) ist ein brasilianischer römisch-katholischer Geistlicher und Weihbischof in Rio de Janeiro.

## Leben
Antônio Luiz Catelan Ferreira besuchte von 1975 bis 1982 die Escola Estadual Santo Antônio in Maria Helena und von 1983 bis 1985 das Colégio Marista in Maringá. Nachdem er ein Theologisches Propädeutikum am Priesterseminar Rainha dos Apóstolos in Umuarama absolviert hatte, studierte er Philosophie am Instituto Nossa Senhora da Glória in Maringá (1987–1989) und Katholische Theologie am Instituto Paulo VI in Londrina (1990–1994). 1993 erwarb er an der Universidade Estadual do Oeste do Paraná in Toledo ein Lizenziat im Fach Philosophie und 1994 an der Päpstlichen Theologischen Fakultät Nossa Senhora da Assunção in São Paulo den Bacharel im Fach Katholische Theologie. Am 5. Februar 1995 empfing Ferreira in der Kathedrale Divino Espírito Santo in Umuarama durch den Bischof von Umuarama, José Maria Maimone SAC, das Sakrament der Priesterweihe.
Von 1995 bis 1997 war Antônio Luiz Catelan Ferreira als Pfarrer der Pfarrei São Paulo Apóstolo tätig, bevor er 1998 Regens des Priesterseminars des Bistums Umuarama wurde. Daneben war er von 1996 bis 2000 Koordinator für die Pastoral sowie von 1996 bis 2011 Mitglied des Konsultorenkollegiums und des Priesterrats. Von 2001 bis 2002 war Antônio Luiz Catelan Ferreira erneut Pfarrer der Pfarrei São Paulo Apóstolo. 2002 erwarb er an der Päpstlichen Theologischen Fakultät Nossa Senhora da Assunção in São Paulo ein Lizenziat im Fach Dogmatik. Nachdem Ferreira ab 2002 kurzzeitig als Generalvikar des Bistums Umuarama gewirkt hatte, wurde er 2003 abermals Regens des diözesanen Priesterseminars. Zudem war er Verantwortlicher für die Philosophie- und Theologiestudenten des Bistums Umuarama (2004–2007). Neben seiner Tätigkeit in der Priesterausbildung wirkte er als Pfarradministrator der Pfarrei Nossa Senhora do Rocio in Tapira und als Pfarrer der Pfarrei Nossa Senhora do Perpétuo Socorro in Umuarama. 2007 wurde Antônio Luiz Catelan Ferreira für weiterführende Studien nach Rom entsandt, wo er 2011 an der Päpstlichen Universität Gregoriana mit der Arbeit Igreja e comunhão nos escritos de Jérôme Hamer, O.P („Kirche und Kommunion in den Schriften von Jérôme Hamer OP“) zum Doktor der Theologie promoviert wurde.
Nach der Rückkehr in seine Heimat lehrte Ferreira an der Pontifícia Universidade Católica do Paraná in Curitiba, am Priesterseminar Redemptoris Mater in Brasília, an der Theologischen Fakultät des Erzbistums Brasília sowie am Pontifício Instituto Superior de Direito Canônico in Rio de Janeiro. Parallel zu seiner akademischen Tätigkeit war er in der Brasilianischen Bischofskonferenz Mitarbeiter der Sektion für die Glaubenslehre (2011–2019), beigeordneter Untersekretär der Kommission für die Pastoral (2015–2017) sowie Sekretär der Arbeitsgruppen für das Päpstliche Brasilianische Pius-Kolleg und für die Planungen zur Feier des 50-jährigen Jubiläums des Zweiten Vatikanischen Konzils (2011–2015). Ferner war Ferreira für die Kommission zur Erarbeitung der Leitlinien für die Evangelisierung und für die Kommission zur Erarbeitung der Leitlinien für die Priesterausbildung in Brasilien tätig. Von 2014 bis 2021 gehörte er zudem der Internationalen Theologischen Kommission an. Ab 2018 war Antônio Luiz Catelan Ferreira Professor an der Päpstlichen Katholischen Universität von Rio de Janeiro und Pfarrvikar der Pfarrei São José in Lagoa, einem Stadtteil von Rio de Janeiro sowie Sekretär der brasilianischen Joseph Ratzinger-Stiftung.
Am 24. November 2021 ernannte ihn Papst Franziskus zum Titularbischof von Tunes und zum Weihbischof in Rio de Janeiro. Der Erzbischof von Rio de Janeiro, Orani João Kardinal Tempesta OCist, spendete ihm am 5. Februar 2022 in der Kathedrale Divino Espírito Santo in Umuarama die Bischofsweihe; Mitkonsekratoren waren der Bischof von Umuarama, João Mamede Filho OFMConv, und der Bischof von Jundiaí, Vicente Costa. Sein Wahlspruch Propter testimonium Iesu („Aufgrund des Zeugnisses Jesu“) stammt aus Offb 12,17 . Die Amtseinführung erfolgte am 12. Februar 2022.

## Schriften (Auswahl)
- Igreja e comunhão nos escritos de Jérôme Hamer, O.P. Rom 2011, OCLC 1283529764.
- Os 20 anos do catecismo da Igreja Católica e o ano da fé. Edições CNBB, Brasília 2013, ISBN 978-85-7972-196-0.
- A preparação do Concílio Vaticano II na renovação eclesiológica. In: Revista Eclesiástica Brasileira. Band 73, Nr. 291, 2018, S. 532–558.